# Diplopteraster semireticulatus
Diplopteraster semireticulatus är en sjöstjärneart som först beskrevs av Percy Sladen 1882.  Diplopteraster semireticulatus ingår i släktet Diplopteraster och familjen knubbsjöstjärnor. Inga underarter finns listade i Catalogue of Life.